# Jabari Smith
Jabari Montsho Smith Sr., född 12 februari 1977 i Atlanta i Georgia, är en amerikansk före detta professionell basketspelare (C/PF) som tillbringade fyra säsonger (2000–2002 och 2003–2005) i den nordamerikanska basketligan National Basketball Association (NBA), där han spelade för Sacramento Kings, Philadelphia 76ers och New Jersey Nets.
Under sin NBA-karriär gjorde Smith 329 poäng (3,0 poäng per match), 66 assists samt 178 rebounds, räddningar från att bollen ska hamna i nätkorgen, på 108 grundspelsmatcher.
Han spelade också som proffs i Iran, Mexiko, Puerto Rico, Spanien och Turkiet.
Smith draftades av Sacramento Kings i andra rundan i 2000 års draft som 45:e spelare totalt.
Innan han blev proffs studerade Smith vid Louisiana State University och spelade för deras idrottsförening LSU Tigers.
Han är far till Jabari Smith Jr. och släkt till Kwame Brown.